# Conothele ferox
Conothele ferox är en spindelart som beskrevs av Embrik Strand 1913. Conothele ferox ingår i släktet Conothele och familjen Ctenizidae. Inga underarter finns listade i Catalogue of Life.